# Костюшко Лука Олександрович
Костюшко Лука Олександрович (нар. 1880-ті, Дідковичі, Волинська губернія — пом. 21 липня 1923, Бруслинів, Літинський район, Вінницька область) — член Української Центральної Ради, повстанський отаман, начальник штабу Волинської повстанської армії, командувач антирадянськими партизанськими загонами.

## Життєпис
Лука Костюшко народився в селі Дідковичі орієнтовно в середині 1880-х років. До революції служив підстаршиною на російському флоті в Гельсінґфорсі. У 1917 році Костюшко — член Революційної Ради балтійського флоту.
Влітку 1917 року був обраний до складу Центральної Ради від української громади-колонії в Гельсінґфорсі. Став до лав української армії.
У 1922 році — начальник штабу Волинської підпільної організації отамана Опанаса Петрика, що діяла на території сучасної Житомирської області. Після викриття підпілля органами ВУЧК Костюшку вдалося уникнути арешту. Панас Петрик зі своїм начальником штабу Лукою Костюшком вступив у двобій із п'ятьма чекістами і, як потім прозвітувало до Москви керівництво ГПУ УСРР, користаючись зі своєї «фантастичної сили», усіх їх розкидав і вирвався з пастки. Прибувши до своїх бійців, Петрик із Костюшком негайно вирушили в бік Польщі, а відтак дорогою розбили виставлений загін. Після втечі до Польщі він увійшов у контакт з видатним підпільником Яковом Гальчевським.
Навесні 1923 року було організовано три партизанські групи, які мали перейти Збруч до УСРР для організації партизанського руху. Яків Гальчевський безпосередньо командував Подільською партизанською групою, сквирський отаман Іван Трейко — Київською, а Костюшко — Волинською. Першою, в червні, вирушила Волинська партизанська група. Нараховувала вона 22 чоловіки, переважно старшин Армії УНР. Костюшко мав уповноваження підпорядкувати собі всі партизанські загони та підпільні організації Волині. Кордон здолали без втрат. За Волинською партизанською групою відправилася Київська група Івана Трейка і Оверка Куровського зі старшинами. Вони мали завдання налагодити так званий «зв'язковий трикутник» із Волинською групою.
Намагаючись встановити безпосередній зв'язок з Подільською партизанською групою, наступного місяця Лука Костюшко вирушив у рідне село Гальчевського — Гуту-Літинську на Поділля. Та 21 липня 1923 року в подільському селі Бруслинів червоноармійці 24-ї кавалерійської дивізії вбили Луку Костюшка.